# Max Emanuel (Handballspieler)
Max Emanuel (* 26. August 1994 in Schkeuditz) ist ein deutscher Handballspieler.

## Karriere
Max Emanuel begann als Kind mit dem Handball. Von 1999 bis 2010 spielte er in den Jugendmannschaften des 1. SV Concordia Delitzsch. Durch das Jugendprojekt Handball-Akademie Leipzig/Delitzsch bestritt er seine folgenden zwei Jahre dort. Ab der Saison 2012/13 lief der 1,89 Meter große Rückraumspieler für den SC DHfK Leipzig in der 2. Handball-Bundesliga auf, wo er in der Saison 2014/2015 in die 1. Handball-Bundesliga aufstieg. Im Sommer 2015 wechselte er zum Zweitligisten SG BBM Bietigheim. Mit Bietigheim stieg er 2018 in die Bundesliga auf. Zur Saison 2020/21 wechselte er zum Dessau-Roßlauer HV. Nach der Saison 2022/23 beendete er seine Karriere. Aufgrund der Personalsituation wurde Emanuel im Oktober 2023 vom Dessau-Roßlauer HV reaktiviert.
Emanuel gehört zum Kader der Jugendnationalmannschaft, für die er bisher in 53 Länderspielen 181 Tore erzielte. Mit der Nationalmannschaft gewann er die U-18-Europameisterschaft 2012, bei der U-19-Weltmeisterschaft 2013 die Bronzemedaille, bei der U-20-Handball-Europameisterschaft der Männer 2014 die Goldmedaille sowie bei der U-21-Handball-Weltmeisterschaft 2015 die Bronzemedaille.

## Familie
Sein Vater Kai Emanuel ist Kommunalpolitiker und seit dem 1. August 2015 Landrat von Nordsachsen. Sein Bruder Oskar Emanuel ist ebenfalls ein Handballspieler und spielt für den Dessau-Roßlauer HV.